# Erste Brasilianische Republik
Die Erste Brasilianische Republik, auch Alte Republik genannt (portugiesisch República Velha [ʁeˈpublikɐ ˈvɛʎɐ]), offiziell die Republik der Vereinigten Staaten von Brasilien, bezieht sich auf den Zeitraum der brasilianischen Geschichte von 1889 bis 1930. Die Alte Republik begann mit der Absetzung von Kaiser Peter II. im Jahr 1889 und endete mit der brasilianischen Revolution von 1930, die Getúlio Vargas als neuen Präsidenten einsetzte. Während der Ersten Brasilianischen Republik wurde Brasilien von einer politischen Maschine beherrscht, die als Koronelismus bekannt war und bei der die politische und wirtschaftliche Sphäre von Großgrundbesitzern beherrscht wurde. Die mächtigsten dieser Großgrundbesitzer waren die Kaffeeindustrie in São Paulo und die Milchwirtschaft in Minas Gerais. Aufgrund der Macht dieser beiden Industrien wurde das politische System der Alten Republik als „Milchkaffee-Politik“ bezeichnet.

## Überblick
Am 15. November 1889 setzte Marschall Manuel Deodoro da Fonseca Kaiser Pedro II. ab, erklärte Brasilien zur Republik und reorganisierte die Regierung.
Nach der 1891 verabschiedeten neuen republikanischen Verfassung war die Regierung eine konstitutionelle Demokratie, die jedoch nur nominell existierte. In Wirklichkeit wurden die Wahlen manipuliert, die Wähler in den ländlichen Gebieten wurden unter Druck gesetzt oder dazu gebracht, für die von ihren Bossen ausgewählten Kandidaten zu stimmen, und wenn all diese Methoden nicht funktionierten, konnten die Wahlergebnisse immer noch durch einseitige Entscheidungen der Kommission zur Überprüfung der Befugnisse des Kongresses geändert werden (die Wahlbehörden in der República Velha waren nicht unabhängig von der Exekutive und der Legislative, die von den herrschenden Oligarchen beherrscht wurden). Dieses System führte dazu, dass die Präsidentschaft Brasiliens abwechselnd von den Oligarchien der dominierenden Bundesstaaten São Paulo und Minas Gerais ausgeübt wurde, die das Land über die Republikanische Partei Paulistas (PRP) und die Republikanische Partei Minas (PRM) regierten. Dieses Regime wird oft als café com leite ‚Milchkaffee‘ bezeichnet, nach den jeweiligen landwirtschaftlichen Erzeugnissen der beiden Bundesstaaten.
Die erste brasilianische Flagge nach dem Fall des Kaiserreichs, entworfen von Ruy Barbosa, wurde zwischen dem 15. und 19. November 1889 verwendet.

Staatsfläche Brasiliens während der Zeit der Alten Republik, ab dem Jahr 1903

Die brasilianische Republik war kein ideologischer Nachfahre der aus der Französischen oder Amerikanischen Revolution hervorgegangenen Republiken, obwohl das brasilianische Regime versuchte, sich mit beiden zu assoziieren. Die Republik hatte nicht genügend Rückhalt in der Bevölkerung, um offene Wahlen zu riskieren. Die Republikaner machten Deodoro zum Präsidenten (1889–1891) und ernannten nach einer Finanzkrise Feldmarschall Floriano Vieira Peixoto zum Kriegsminister, um sich die Loyalität des Militärs zu sichern.

## Herrschaft der Grundbesitz-Oligarchen
Die Offiziere, die sich Feldmarschall Deodoro da Fonseca bei der Beendigung des Kaiserreichs anschlossen, hatten einen Eid geleistet, das Kaiserreich zu erhalten. Das Offizierskorps löste den Widerspruch schließlich auf, indem es seine Pflicht an Brasilien selbst und nicht an vorübergehende Regierungen knüpfte. Die Republik wurde eher zufällig geboren: Deodoro wollte eigentlich nur das Kabinett austauschen, wurde aber von den Republikanern dazu gebracht, eine Republik zu gründen.
Die Geschichte der Alten Republik wurde von der Suche nach einer tragfähigen Regierungsform beherrscht, die die Monarchie ersetzen sollte. Diese Suche schwankte zwischen substaatlicher Autonomie und Zentralisierung hin und her. Die Verfassung von 1891, mit der die Vereinigten Staaten von Brasilien (Estados Unidos do Brasil) gegründet wurden, gewährte den Provinzen, die nun Bundesstaaten genannt wurden, weitgehende Autonomie. Es wurde ein föderales System eingeführt, und alle Befugnisse, die in der Verfassung nicht der Bundesregierung zugestanden wurden, fielen den Bundesstaaten zu. Damit wurde anerkannt, dass die Zentralregierung nicht auf lokaler Ebene regiert. Das brasilianische Kaiserreich hatte die Regionen nie vollständig absorbiert, und nun setzten sie sich wieder durch. Bis in die 1920er Jahre wurde die Bundesregierung in Rio de Janeiro von einer Kombination aus den mächtigeren Bundesstaaten São Paulo, Minas Gerais, Rio Grande do Sul und in geringerem Maße Pernambuco und Bahia dominiert und verwaltet.

Die erste Flagge der Alten Republik

Da die Monarchie durch das brasilianische Militär gestürzt worden war, ist die Geschichte des Beginns der Republik in Brasilien auch die Geschichte der Entwicklung der Armee als nationale Regulierungs- und Interventionsinstitution. Mit der plötzlichen Abschaffung der Monarchie blieb die Armee als einzige dauerhafte und mächtige nationale Institution des Landes übrig. Obwohl die römisch-katholische Kirche weiterhin im ganzen Land präsent war, war sie in Bezug auf Personal, Doktrin, Liturgie und Ziele nicht national, sondern international. Die Armee nahm diese neue Position strategisch ein; die Monarchie war nach der Abschaffung der Sklaverei bei der konservativen Wirtschaftselite Brasiliens unpopulär geworden, und die Armee nutzte diesen Meinungsumschwung, um sich in der Oberschicht Unterstützung zu verschaffen. Dank ihres Erfolgs in diesem Bereich stellte das Ansehen der Armee sogar andere militärische Institutionen wie die Marine und die Nationalgarde in den Schatten. Die Versuche der Marine, in der „Revolta da Armada“ eine solche Hegemonie zu verhindern, wurden in den frühen 1890er Jahren militärisch niedergeschlagen. Obwohl sie in Rio de Janeiro und Rio Grande do Sul über mehr Einheiten und Männer verfügte als anderswo, war die Präsenz der Armee im ganzen Land spürbar. Ihr Personal, ihre Interessen, ihre Ideologie und ihre Verpflichtungen waren von nationaler Tragweite. In den letzten Jahrzehnten des 19. Jahrhunderts erweiterten die Vereinigten Staaten, ein Großteil Europas und das benachbarte Argentinien das Wahlrecht. Brasilien hingegen schränkte den Zugang zu den Wahlurnen ein. Im Jahr 1874 besaßen bei einer Bevölkerung von etwa 10 Millionen etwa eine Million Menschen das Wahlrecht, 1881 waren es nur noch 145.296.
Dieser Rückgang war einer der Gründe für das Scheitern der Legitimität des Kaiserreichs, aber die Republik unternahm nichts, um diese Situation zu korrigieren. Im Jahr 1910 gab es nur noch 627.000 Wähler bei einer Bevölkerung von 22 Millionen. Während der gesamten 1920er Jahre waren nur zwischen 2,3 % und 3,4 % der Gesamtbevölkerung wahlberechtigt. Die Instabilität und Gewalt der 1890er Jahre hing mit dem fehlenden Konsens der Eliten über ein Regierungsmodell zusammen, da die Streitkräfte über ihren Status, ihr Verhältnis zum politischen Regime und ihre institutionellen Ziele uneins waren. Die fehlende Einheit des Militärs und die Uneinigkeit der zivilen Eliten über die Rolle des Militärs in der Gesellschaft erklären zum Teil, warum es nicht zu einer langfristigen Militärdiktatur kam. Obwohl das Militär Brasilien nicht direkt kontrollierte, waren die Militärs in der Politik sehr aktiv; zu Beginn des Jahrzehnts waren zehn der zwanzig Gouverneure der Bundesstaaten Offiziere. Die verfassunggebende Versammlung, die die Verfassung von 1891 ausarbeitete, war in zwei Fraktionen gespalten. Die eine wollte die Exekutivgewalt, die unter Präsident Deodoro da Fonseca diktatorische Züge annahm, einschränken, die andere waren die Jakobiner, radikale Autoritäre, die sich gegen die paulistische Kaffeeoligarchie wandten und die Autorität des Präsidenten erhalten und ausbauen wollten. Die von dieser Versammlung geschaffene Verfassung etablierte eine Föderation, die offiziell von einem Präsidenten, einem aus zwei Kammern bestehenden Nationalkongress (Congresso Nacional; danach Kongress) und der Judikative kontrolliert wurde. Die eigentliche Macht lag jedoch in den Händen der Bundesstaaten und lokaler Potentaten, der so genannten „Colonels“. Die Colonels kontrollierten die brasilianische Innenpolitik weitgehend durch ein System ungeschriebener Vereinbarungen, das als Coronelismo bekannt ist. Der Coronelismo, der die Autonomie der Bundesstaaten unterstützte, wurde als „Politik der Gouverneure“ bezeichnet. Im Rahmen dieses Systems wählten die lokalen Oligarchien die Gouverneure der Bundesstaaten, die ihrerseits den Präsidenten wählten.
Diese informelle, aber reale Machtverteilung, die so genannte Politik der Gouverneure, nahm als Ergebnis bewaffneter Kämpfe und Verhandlungen Gestalt an. Die bevölkerungsreichen und wohlhabenden Bundesstaaten Minas Gerais und São Paulo beherrschten das System und tauschten viele Jahre lang die Präsidentschaft untereinander aus. Das System konsolidierte die staatlichen Oligarchien um Familien, die der alten monarchischen Elite angehört hatten. Und um die Verstaatlichungstendenzen der Armee einzudämmen, stärkten diese oligarchische Republik und ihre staatlichen Komponenten die Marine und die Staatspolizei. In den größeren Bundesstaaten wurden die Staatspolizeien bald in kleine Armeen umgewandelt. Der Oberbefehlshaber der brasilianischen Armee ordnete an, dass diese sich verdoppeln sollte, um sie verteidigen zu können.

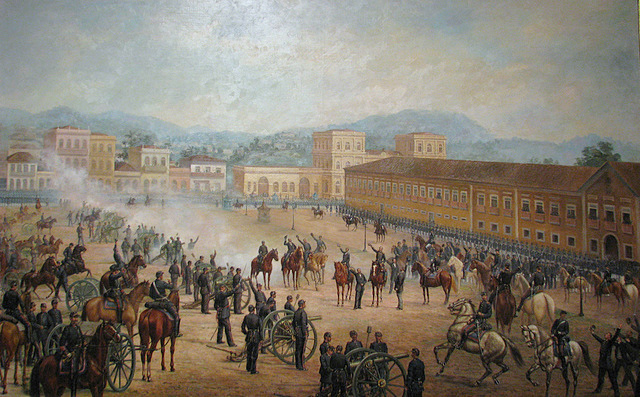
Die Ausrufung der Republik, von Benedito Calixto.

## Latifúndio-Wirtschaft
Zu Beginn des 20. Jahrhunderts lebte die überwiegende Mehrheit der Bevölkerung in Gemeinschaften, die im Wesentlichen halbfeudal strukturiert waren, jedoch kapitalistische Überschüsse für den Export nach Übersee anhäuften. Aufgrund des Erbes der iberoamerikanischen Sklaverei, die erst 1888 in Brasilien abgeschafft wurde, kam es zu einer extremen Konzentration von Landbesitz, die an feudale Aristokratien erinnerte: 464 Großgrundbesitzer besaßen mehr als 270.000 km² Land (latifúndios), während 464.000 kleine und mittlere Betriebe nur 157.000 km² bewirtschafteten. Nach der Zweiten Industriellen Revolution in den Industrieländern reagierte Lateinamerika auf die steigende europäische und nordamerikanische Nachfrage nach Grundstoffen und Nahrungsmitteln. Einige wenige Schlüsselexportprodukte – Kaffee, Zucker und Baumwolle – dominierten daher die Landwirtschaft. Aufgrund der Spezialisierung vernachlässigten die brasilianischen Erzeuger den Inlandsverbrauch und zwangen das Land, vier Fünftel seines Getreidebedarfs zu importieren. Wie in den meisten lateinamerikanischen Ländern stützte sich die Wirtschaft zu Beginn des 20. Jahrhunderts auf bestimmte Nutzpflanzen, die von den Fazendeiros produziert wurden, d. h. von Großgrundbesitzern, die Primärerzeugnisse nach Übersee exportierten und ihren eigenen patriarchalischen Gemeinschaften vorstanden. Zu jeder typischen Fazenda (Landgut) gehörten der Kaplan und die Aufseher des Besitzers, seine mittellosen Bauern, seine Teilpächter und seine Vertragsbediensteten.
Die Abhängigkeit Brasiliens von fabrikmäßig hergestellten Waren und von Krediten aus dem technologisch und wirtschaftlich überlegenen Nordatlantik schwächte die industrielle Basis des Landes. Die landwirtschaftlichen Geräte waren primitiv und weitgehend nicht mechanisiert; die Bauern bearbeiteten das Land mit Hacken und rodeten den Boden mit der ineffizienten Brandrodungsmethode. Gleichzeitig war der Lebensstandard im Allgemeinen erbärmlich. Unterernährung, parasitäre Krankheiten und der Mangel an medizinischen Einrichtungen begrenzten die durchschnittliche Lebenserwartung 1920 auf achtundzwanzig Jahre. Aufgrund des Systems der komparativen Vorteile und des Fehlens eines offenen Marktes konnte die brasilianische Industrie nicht mit den technologisch überlegenen anglo-amerikanischen Volkswirtschaften konkurrieren. In diesem Zusammenhang kam es zum Encilhamento (einem Boom & Bust-Prozess, der sich in den Jahren zwischen 1889 und 1891 zunächst verstärkte und dann zusammenbrach), dessen Folgen in den folgenden Jahrzehnten in allen Bereichen der brasilianischen Wirtschaft zu spüren waren.
Die Mittelschicht war im politischen Leben noch nicht aktiv. Die politische Klientelpolitik auf dem Lande ermöglichte es den Kaffeeoligarchen, die staatlichen Strukturen zu ihrem Vorteil zu beherrschen, insbesondere die schwachen zentralstaatlichen Strukturen, die die Macht faktisch an die lokalen Agraroligarchien abgaben. Dieses als Coronelismo bekannte System war ein klassisches Herrschaftssystem, bei dem die Kontrolle der Patronage in den Händen eines lokal dominierenden Oligarchen, des „Coronel“, lag, der im Gegenzug für Loyalität Gefälligkeiten verteilte. So ging die hohe Analphabetenrate Hand in Hand mit dem Fehlen eines allgemeinen, geheimen Wahlrechts und der Forderung nach einer freien Presse, die unabhängig vom damals vorherrschenden wirtschaftlichen Einfluss sein sollte. In Regionen, in denen es noch nicht einmal einen Telegrafen gab und die weit von den großen Zentren entfernt waren, konnten die Nachrichten 4 bis 6 Wochen länger auf sich warten lassen. Unter diesen Umständen und in Ermangelung von Alternativen entwickelte sich im letzten Jahrzehnt des 19. und zu Beginn des 20. Jahrhunderts eine freie Presse, die von eingewanderten europäischen Anarchisten ins Leben gerufen wurde und sich aufgrund der nicht segregierten (ethnischen) Zusammensetzung der brasilianischen Gesellschaft vor allem in den Großstädten weit verbreitete.
In dieser Zeit gab es in Brasilien keine nennenswert integrierte Volkswirtschaft. Vielmehr gab es in Brasilien einen Zusammenschluss regionaler Volkswirtschaften, die ihre eigenen Spezialprodukte auf die europäischen und nordamerikanischen Märkte exportierten. Das Fehlen eines großen Binnenmarktes mit Überlandtransporten, abgesehen von den Maultierzügen, behinderte die interne wirtschaftliche Integration, den politischen Zusammenhalt und die militärische Effizienz. Die Regionen, „die Brazils“, wie die Briten sie nannten, bewegten sich in ihren eigenen Rhythmen. Der Nordosten exportierte seine überschüssigen billigen Arbeitskräfte und sah seinen politischen Einfluss schwinden, als sein Zucker die Auslandsmärkte an karibische Produzenten verlor. Der wilde Kautschukboom in Amazônia verlor nach 1912 seine weltweite Vormachtstellung an effiziente südostasiatische Kolonialplantagen. Die national ausgerichteten Marktwirtschaften des Südens wuchsen nicht dramatisch, aber ihr Wachstum war stetig und ermöglichte es Rio Grande do Sul in den 1920er Jahren, erheblichen politischen Einfluss auszuüben. Die wahre Macht lag in den Kaffeeanbaustaaten des Südostens – São Paulo, Minas Gerais und Rio de Janeiro –, die die meisten Exporteinnahmen erzielten. Diese drei Staaten und Rio Grande do Sul ernteten 60 % der brasilianischen Ernten, stellten 75 % der Industrie- und Fleischprodukte her und verfügten über 80 % der Bankressourcen des Landes.

## Brasilien im Ersten Weltkrieg

### Vor dem Krieg
Nach der Gründung der Republik im Jahr 1889 kam es zu zahlreichen politischen und sozialen Aufständen, die vom Regime niedergeschlagen werden mussten, wie z. B. die beiden Marineaufstände (1891 und 1893–1894), der Föderalistenaufstand (1893–1895), der Krieg von Canudos (1896–1897), der Impfstoffaufstand (1904), die Revolta da Chibata (1910) und der Aufstand von Juazeiro (Sedição de Juazeiro, 1914). Der Contestado-Aufstand, ein Bürgerkrieg zwischen Siedlern und Landbesitzern, wütete ebenfalls von 1912 bis 1916. Mit dem Ausbruch des Ersten Weltkriegs (1914–1918) interessierten sich die brasilianischen Eliten daher mehr für die Ereignisse der mexikanischen Revolution (1920–1930) als für die des Krieges in Europa.
Bis 1915 war auch klar, dass die brasilianischen Eliten darauf bedacht waren, Brasilien auf einen konservativen politischen Kurs zu bringen. Sie waren nicht bereit, innenpolitisch (z. B. geheime Wahlen und allgemeines Wahlrecht) oder außenpolitisch (Bündnisse oder langfristige Verpflichtungen) Maßnahmen zu ergreifen, die unvorhersehbare Folgen haben und die soziale, wirtschaftliche und politische Macht der brasilianischen Elite gefährden könnten. Dieses Verhalten sollte sich durch das gesamte 20. Jahrhundert ziehen, eine isolationistische Außenpolitik, die von sporadischen Bündnissen gegen „störende Elemente des Friedens und des internationalen Handels“ durchsetzt war.
Seit Ende des 19. Jahrhunderts kamen zahlreiche Einwanderer aus Europa, die kommunistisches und anarchistisches Gedankengut mitbrachten, was dem sehr konservativen Regime der Großgrundbesitzer Probleme bereitete. Mit dem Wachstum wurden Massen von Industriearbeitern unzufrieden mit dem System und begannen mit massiven Protesten, vor allem in São Paulo und Rio de Janeiro. Nach einem Generalstreik im Jahr 1917 versuchte die Regierung, die Arbeiterbewegung brutal zu unterdrücken, um das Entstehen neuer Bewegungen zu verhindern. Diese Unterdrückung, die durch die Gesetzgebung unterstützt wurde, war sehr wirksam, um die Bildung von freien Gewerkschaften zu verhindern.
Ruy Barbosa war der wichtigste Oppositionsführer, der sich für innenpolitische Veränderungen einsetzte. Er erklärte auch, dass aufgrund des natürlichen Konflikts zwischen den brasilianischen Handelsinteressen und den strategischen Interessen der Mittelmächte (die sich z. B. in der deutschen U-Boot-Kampagne und der osmanischen Kontrolle über den Nahen Osten zeigten) eine brasilianische Beteiligung am Krieg unvermeidlich sein würde. Daher riet er, dass es am logischsten wäre, den Vereinigten Staaten zu folgen, die sich um einen Friedensvertrag bemühten, sich aber gleichzeitig seit dem Untergang der RMS Lusitania auch auf einen Krieg vorbereiteten.

### Der Krieg

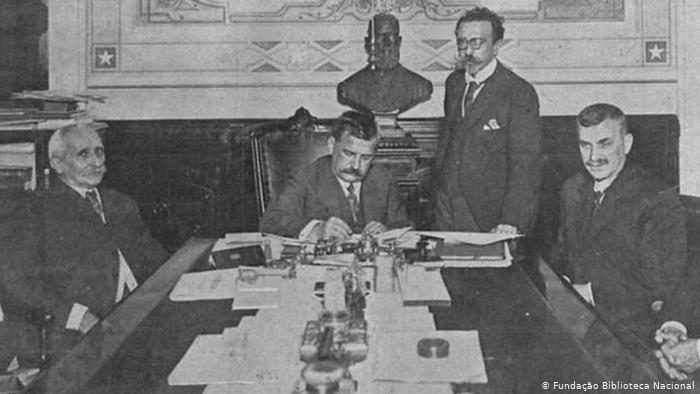
Präsident Venceslau Brás Pereira Gomes erklärt den Mittelmächten den Krieg, Oktober 1917.

In Bezug auf den Kriegseintritt Brasiliens gab es zwei Hauptströmungen: Die eine, angeführt von Ruy Barbosa, plädierte für einen Beitritt zur Entente; die andere Seite war besorgt über die blutige und fruchtlose Natur des Grabenkriegs und nährte kritische und pazifistische Gefühle in den städtischen Arbeiterklassen. Daher blieb Brasilien im Ersten Weltkrieg bis 1917 neutral. Als jedoch die Anprangerung der Korruption die internen Probleme des Staates verschärfte, begann Präsident Venceslau Brás die Aufmerksamkeit der Öffentlichkeit von seiner Regierung abzulenken; dieses Ziel konnte erreicht werden, indem man sich auf einen äußeren Feind konzentrierte und so ein Gefühl der Einheit und des Patriotismus schürte.
Im Jahr 1917 versenkte die deutsche Marine brasilianische Zivilschiffe vor der französischen Küste, was eine solche Gelegenheit bot. Am 26. Oktober erklärte die Regierung den Mittelmächten den Krieg: Deutschland, Österreich-Ungarn und dem Osmanischen Reich. Kurz darauf erhielt die Marine den Befehl, Schiffe der Mittelmächte, die vor der brasilianischen Küste auftauchten, zu kapern, und drei kleine militärische Gruppen wurden an die Westfront entsandt. Die erste Gruppe bestand aus Sanitätspersonal des Heeres, die zweite aus Unteroffizieren und Offizieren des Heeres und die dritte aus Militärfliegern, sowohl des Heeres als auch der Marine. Die Heeresangehörigen wurden der französischen Armee zugeteilt, die Marineflieger der britischen Royal Air Force. Im Jahr 1918 waren alle drei Gruppen bereits in Frankreich im Einsatz.
Zu diesem Zeitpunkt hatte Brasilien auch eine Marineflotte, die Divisão Naval em Operações de Guerra (DNOG), entsandt, um die alliierten Seestreitkräfte im Mittelmeer zu unterstützen.
Im Laufe des Jahres 1918 kam es zu Protesten gegen die militärische Rekrutierung, was in Verbindung mit den Nachrichten über die laufende Revolution in Russland die isolationistische Stimmung unter den brasilianischen Eliten noch verstärkte. Darüber hinaus hinderte die verheerende Spanische Grippe die Regierung Brás daran, sich stärker zu engagieren. Letztendlich verhinderte der Waffenstillstand im November 1918, dass die Regierung ihren Kriegsplan umsetzen konnte. Trotz seiner bescheidenen Beteiligung erhielt Brasilien das Recht, an der Pariser Friedenskonferenz teilzunehmen.

## Demografischer Wandel
Von 1875 bis 1960 wanderten etwa 3 Millionen Europäer nach Brasilien aus und ließen sich hauptsächlich in den vier südlichen Bundesstaaten São Paulo, Paraná, Santa Catarina und Rio Grande do Sul nieder. Die Einwanderer kamen hauptsächlich aus Portugal, Italien, Deutschland, Spanien, Japan, Polen und dem Nahen Osten. Die weltweit größte japanische Gemeinde außerhalb Japans befindet sich in São Paulo. Im Gegensatz dazu nahm die indigene Bevölkerung Brasiliens, die vor allem in den nördlichen und westlichen Grenzregionen und im oberen Amazonasbecken lebte, im selben Zeitraum weiter ab, was vor allem auf die Auswirkungen des Kontakts mit der Außenwelt, z. B. die kommerzielle Expansion ins Landesinnere, zurückzuführen war. Infolgedessen machen die „indigenen Vollblut-Indianer“ heute weniger als 1 % der brasilianischen Bevölkerung aus.

## Entwicklungen in der Alten Republik

Präsident Artur Bernardes (1922–1926) und Staatsminister, 1922. Nationales Archiv von Brasilien.

Zu Beginn des 20. Jahrhunderts bedrohten demografische Veränderungen und strukturelle Verschiebungen in der Wirtschaft die Vormachtstellung der Agraroligarchien. Unter der Alten Republik wurde das Wachstum der städtischen Mittelschichten zwar durch Abhängigkeit und eine gefestigte Oligarchie gebremst, sie wurde aber schließlich stark genug, um sich in die vorderste Reihe des brasilianischen politischen Lebens zu etablieren. Im Laufe der Zeit untergruben der wachsende Handel und die Industrie in São Paulo die Vorherrschaft der von der Kaffeeindustrie beherrschten Gutsherren in diesem Bundesstaat und in Minas Gerais, das von den Interessen der Milchwirtschaft beherrscht wurde. Lange vor den ersten Aufständen der städtischen Mittelschichten, die in den 1920er Jahren den Kaffee-Oligarchen die Macht entrissen, träumten die brasilianische Intelligenz und die Agrarkapitalisten von der Schaffung einer modernen, industrialisierten Gesellschaft, die sich am Positivismus orientierte – der „Weltmacht der Zukunft“. Diese Stimmung wurde später in den Vargas-Jahren und unter den nachfolgenden populistischen Regierungen genährt, bevor die Militärjunta von 1964 diese beendete. Während diese populistischen Gruppen unter der alten Republik eher wirkungslos blieben, stärkten die strukturellen Veränderungen in der brasilianischen Wirtschaft, die der Erste Weltkrieg mit sich brachte, ihre Forderungen.
Der Ausbruch des Ersten Weltkriegs im August 1914 war der Wendepunkt für die dynamischen städtische Wirtschaft. Die Kriegsbedingungen hinderten Großbritannien daran, Waren nach Brasilien zu exportieren, und schufen so Raum für das Wachstum des brasilianischen Industriesektors. Diese strukturellen Veränderungen in der brasilianischen Wirtschaft trugen dazu bei, die Reihen der neuen städtischen Mittelschichten zu vergrößern. In der Zwischenzeit profitierten die brasilianischen Hersteller und ihre Beschäftigten von diesen Gewinnen auf Kosten der Agraroligarchie. Dieser Prozess wurde durch den Rückgang der weltweiten Kaffeenachfrage während des Ersten Weltkriegs noch beschleunigt. Die Zentralregierung, die von den bäuerlichen Schichten dominiert wurde, reagierte auf die sinkende weltweite Kaffeenachfrage, indem sie den Oligarchen half und das Valorisierungsprogramm wieder einführte. Die Valorisierung, d. h. das Eingreifen der Regierung zur Aufrechterhaltung der Kaffeepreise durch Zurückhalten der Bestände vom Markt oder Einschränkung des Anbaus, war kurzfristig erfolgreich, doch während der Weltwirtschaftskrise brach die Kaffeenachfrage noch stärker ein, so dass der Rückgang zu stark war, als dass die Valorisierung noch hätte helfen können.
Paradoxerweise förderte die Wirtschaftskrise die Industrialisierung und den daraus resultierenden Aufschwung der städtischen Mittel- und Arbeiterklasse. Der angeschlagene Kaffeesektor setzte Kapital und Arbeitskräfte frei, die für die Herstellung von Fertigwaren benötigt wurden. Eine chronisch negative Handelsbilanz und ein sinkender Wechselkurs gegenüber ausländischen Währungen waren ebenfalls hilfreich; brasilianische Waren waren auf dem brasilianischen Markt einfach billiger. Der Bundesstaat São Paulo mit seiner relativ großen Kapitalbasis, einer großen Zahl von Einwanderern aus Süd- und Osteuropa und seinem Reichtum an natürlichen Ressourcen führte den Trend an und verdrängte Rio de Janeiro als Zentrum der brasilianischen Industrie. Die Industrieproduktion, die sich allerdings auf die Leichtindustrie (Lebensmittelverarbeitung, kleine Geschäfte und Textilien) konzentrierte, verdoppelte sich während des Krieges, und die Zahl der Unternehmen (die 1908 bei etwa 3000 lag) stieg zwischen 1915 und 1918 um 5940. Der Krieg war auch ein Anreiz für die Diversifizierung der Landwirtschaft. Die steigende Nachfrage der Alliierten nach Grundnahrungsmitteln wie Zucker, Bohnen und Rohstoffen löste einen neuen Boom für andere Produkte als Zucker oder Kaffee aus. Ausländische Interessen kontrollierten jedoch weiterhin die kapitalintensiveren Industrien, wodurch sich die industrielle Revolution Brasiliens von der des restlichen Westens unterschied.

## Kampf um Reformen
Mit dem Aufschwung der Industrie und der Bedrohung der Kaffee-Oligarchen wich die alte Ordnung des café com leite und des coronelismo schließlich den politischen Bestrebungen der neuen städtischen Gruppen: Fachkräfte, Regierungsangestellte und Angestellte, Kaufleute, Bankiers und Industrielle. Die brasilianische Politik der 1920er Jahre war von einer zunehmenden Unterstützung des industriellen Protektionismus geprägt, wobei die von den Kaffeeinteressen dominierte Zentralregierung wenig Unterstützung bot. Unter erheblichem Druck der Mittelklasse passte sich ein aktiverer, zentralisierter Staat an die Interessen an, die die neue Bourgeoisie seit Jahren gefordert hatte – ein Staat, der eine staatliche Interventionspolitik mit Steuererleichterungen, niedrigeren Zöllen und Importquoten zur Ausweitung der inländischen Kapitalbasis nutzen konnte. Fabrikanten, Angestellte und das städtische Proletariat hatten zuvor die mit dem Ersten Weltkrieg verbundene Atempause des Welthandels genossen. Die Kaffee-Oligarchen, die sich auf die dezentrale Machtstruktur verließen, um die Macht an ihre eigenen patrimonialen Herrscher zu delegieren, waren jedoch nicht daran interessiert, Brasiliens personalistische Politik zu regulieren oder die Macht zu zentralisieren. Getúlio Vargas, der von 1930 bis 1945 und später für eine kurze Zeit in den 1950er Jahren an der Spitze des Staates stand, sollte später auf diese Forderungen eingehen.
Während dieser Zeit stand der Bundesstaat São Paulo an der Spitze des wirtschaftlichen, politischen und kulturellen Lebens Brasiliens. Umgangssprachlich als „Lokomotive, die die 20 leeren Güterwaggons zieht“ (eine Anspielung auf die 20 anderen Bundesstaaten) bekannt und auch heute noch Brasiliens Industrie- und Handelszentrum, war São Paulo aufgrund der in die Kaffeeindustrie fließenden Auslandseinnahmen führend in diesem Trend hin zur Industrialisierung.
Der Wohlstand trug dazu bei, dass die Zahl der süd- und osteuropäischen Einwanderer aus der Arbeiterklasse rapide anstieg, eine Bevölkerungsgruppe, die zum Wachstum der Gewerkschaften, des Anarchismus und des Sozialismus beitrug. In der Zeit nach dem Ersten Weltkrieg kam es in Brasilien zur ersten Welle von Generalstreiks und der Gründung der Kommunistischen Partei im Jahr 1922.

## Der Untergang der Alten Republik

### Die Parlamentswahlen von 1930
Die Weltwirtschaftskrise löste die Spannungen aus, die sich in der brasilianischen Gesellschaft schon seit einiger Zeit aufgebaut hatten, und spornte die revolutionären Führer zum Handeln an.
Bei den Wahlen von 1930 trat Júlio Prestes von der etablierten Paulista-Republikanischen Partei gegen Getúlio Vargas an, der eine breite Koalition von Industriellen aus der Mittelschicht, Pflanzern von außerhalb São Paulos und der reformorientierten Fraktion des Militärs, den Tenentes, anführte.
Zusammen bildeten diese unterschiedlichen Gruppen die Liberale Allianz. In den Provinzen Minas Gerais, Paraíba und Rio Grande do Sul war die Unterstützung besonders groß, da der scheidende Präsident Washington Luís mit der Ernennung eines anderen Paulisten zu seinem Nachfolger gegen den traditionellen Wechsel zwischen Minas Gerais und São Paulo verstoßen hatte Vargas führte einen sorgfältigen Wahlkampf, da er eine Vielzahl von Anhängern zufrieden stellen musste. Er bediente sich einer populistischen Rhetorik und setzte sich für bürgerliche Anliegen ein. Er wandte sich gegen die Vorrangstellung São Paulos, stellte aber die Legitimität der Pflanzer nicht in Frage und hielt seine Forderungen nach sozialen Reformen gemäßigt.
Die Wahl selbst war von Korruption geprägt und wurde von beiden Seiten angeprangert: Als der Sieg von Prestes mit 57,7 % der Stimmen verkündet wurde, weigerten sich Vargas und die Liberale Allianz, die Niederlage einzugestehen, was zu Spannungen im Lande führte. Am 26. Juli 1930 wurde der Vizepräsidentschaftskandidat der Liberalen Allianz, João Pessoa, in Recife ermordet und löste damit den Beginn der brasilianischen Revolution aus.

### Die Revolution
Die Revolution von 1930 begann in Rio Grande do Sul am 3. Oktober um 17:25 Uhr. Osvaldo Aranha informierte Juarez Távora per Telegraf über den Beginn der Revolution. Sie verbreitete sich schnell im ganzen Land. Acht Landesregierungen im Nordosten Brasiliens wurden von Revolutionären gestürzt.
Am 10. Oktober veröffentlichte Vargas das Manifest „Rio Grande steht zu Brasilien“ und fuhr mit der Eisenbahn in Richtung Rio de Janeiro, der damaligen Hauptstadt des Landes.
Man rechnete mit einer großen Schlacht in Itararé (an der Grenze zu Paraná), wo die Bundestruppen stationiert waren, um den Vormarsch der revolutionären Kräfte unter der Führung von Oberst Góis Monteiro aufzuhalten. Am 12. und 13. Oktober fand jedoch die Schlacht von Quatiguá statt (möglicherweise die größte Schlacht der Revolution), die allerdings wenig erforscht ist. Quatiguá liegt östlich von Jaguariaíva, nahe der Grenze zwischen den Bundesstaaten São Paulo und Paraná. Die Schlacht fand nicht in Itararé statt, da die Generäle Tasso Fragoso, Mena Barreto und Admiral Isaiah de Noronha am 24. Oktober den Präsidenten Washington Luís absetzten und eine gemeinsame Regierung bildeten.
Am 3. November 1930 um 15 Uhr übergab die Junta die Macht und den Präsidentenpalast an Getulio Vargas; die neue Regierung setzte die Verfassung von 1891 außer Kraft, löste den Nationalkongress auf und begann, per Dekret zu regieren, womit die Alte Republik beendet wurde. Nach der gescheiterten konstitutionellen Revolution von 1932 wurde 1934 eine verfassungsgebende Versammlung einberufen, die eine neue Verfassung verabschiedete und Vargas zum neuen Präsidenten Brasiliens wählte, womit die Zweite Brasilianische Republik begann.